# Jongens hebben geluk
Jongens hebben geluk is een Nederlandstalige single van de Belgische band De Kreuners uit 1986.
De B-kant van de single was een instrumentale versie van het nummer.
Het nummer verscheen op het album Dans Der Onschuld uit 1986.

## Meewerkende artiesten
- Producer:
  - Jean Blaute

- Muzikanten:
  - Erik Wauters (gitaar)
  - Marc Van Puyenbroeck (basgitaar)
  - Jan Van Eyken (gitaar)
  - Marc Bonne (drums)
  - Walter Grootaers (zang)
  - Fay Lovsky (zang)